# Xesko
Francisco José Ribeiro Lopes dos Santos alias Xesko, Elias Karipande, Alan J. Banta (Luanda, 17 de mayo de 1962) es un artista (pintor, escritor, escultor) y exatleta (nadador, ajedrecista) luso-angoleño.

## Trayectoria
Representó a Angola en varias competiciones internacionales como los Juegos Olímpicos de Moscú 1980 donde compitió como nadador (100 m braza, 4 × 100 m relevos)
Estudió bellas artes en la Sheffield Hallam University en Inglaterra.
Vive en Portugal desde 1986.